# リトルベイ (モントセラト)
リトル・ベイ（Little Bay）は、モントセラトの町の一つ。臨時首都ブレイズに近く、ブレイズの港町として機能している。

## 新首都計画
モントセラトの首都はプリマスだが、1995年からスーフリエール・ヒルズが噴火し、プリマスに壊滅的な被害が出た。これによってモントセラトの首都機能も事実上停止したため、1997年より火山の影響がなかった島北部にあるブレイズに臨時政府を置いた。それ以来、ブレイズが事実上の首都となっている。
現在、ブレイズとリトルベイ付近を含めた地域でプリマスの代わりに新首都計画が進められており、リトルベイの開発計画は予算2,247,252ポンドかけて2008年1月1日から始まり、2010年1月1日に無事終了した。
また、ダイアナ元ウェールズ妃がモントセラトを訪れたことがあることを記念してポート・ダイアナ（Port Diana）を新首都名とする計画もある。